# Lenox Avenue Gang
Die Lenox Avenue Gang war eine Straßen-Gang aus  New York City, die im frühen 20. Jahrhundert aktiv war. Angeführt wurde sie vom Kriminellen Harry Horowitz (alias Gyp the Blood). Die Gang gehörte zu den brutalsten in der Zeit vor der Prohibition.

## Geschichte
Die Lenox Avenue Gang wurde Anfang des 20. Jahrhunderts von Horowitz gegründet. Horowitz war Sohn orthodoxer Juden aus der Lower East Side. Die Gang hatte etwa 20 Mitglieder. Die meisten davon waren Einbrecher und Taschendiebe, die unter dem Kommando von Jack Zeligs Eastman Gang standen. Sie operierten im Wesentlichen im Umfeld der 125. Straße in Manhattan. Meistens beging die Gang Diebstähle, Raube und Raubüberfälle. Gelegentlich verübte sie aber auch Morde. Unter Horowitz’ Führung brachte die Gang einige der Top-Kriminellen des frühern 20. Jahrhunderts hervor, wie Jacob Seidenschner, Louis Rosenberg und Francesco Cirofisi. Der prominente New Yorker Polizist Val O’Farrell nannte Cirofisi einen der härtesten Verbrecher der Welt. Die Polizei brachte ihn mit sechs Morden in Verbindung. Man konnte ihn jedoch nicht überführen. Eine seiner Freundinnen, Dutch Sadie, assistierte ihm mutmaßlich bei seinen Morden. Der Niedergang der Gang begann, als sie engagiert wurde, den Spieler Herman Rosenthal, einen Polizeiinformanten, zu ermorden. Horowitz, Seidenschner, Rosenberg und Cirofisi fuhren am 16. Juli 1912 zum Metropole Hotel (147 West 43rd Street in der Nähe des Times Square) und schossen Rosenthal auf offener Straße nieder. Dutzende Zeugen sahen sie und sie wurden schnell festgenommen. Sie gestanden, dass der Polizist des NYPD, Lieutenant Charles Becker, sie engagiert hatte.
Horowitz, Jacob Seidenschner, Lefty Louis Rosenberg, Becker und Francesco Cirofisi wurden wegen des Mordes an Rosenthal zum Tode verurteilt. Sie wurden alle, bis auf Becker, am 13. April 1914 auf dem elektrischen Stuhl hingerichtet. Becker wurde einen Tag später hingerichtet. Nach der Exekution löste sich die Gang in den nächsten Monaten auf.

## Weiteres
Die Lenox Avenue, die neben diesem Namen auch den Namen Malcolm X Boulevard führt, befindet sich in Harlem (in Upper Manhattan).